# چاک‌سر (محمودآباد)
چاک سر، روستایی است از توابع بخش سرخ‌رود شهرستان محمودآباد در استان مازندران ایران.

## جمعیت
این روستا در دهستان دابوی شمالی قرار دارد و براساس سرشماری مرکز آمار ایران در سال ۱۳۸۵، جمعیت آن ۵۱۸ نفر (۱۳۹خانوار) بوده‌است.